# Myrmeleon (Myrmeleon) catarractarus
Myrmeleon (Myrmeleon) catarractarus is een insect uit de familie van de mierenleeuwen (Myrmeleontidae), die tot de orde netvleugeligen (Neuroptera) behoort. 
Myrmeleon (Myrmeleon) catarractarus is voor het eerst wetenschappelijk beschreven door Gistel in 1856.